# Sanja Ilić
Aleksandar "Sanja" Ilić (Servisch: Александар "Сања" Илић) (Belgrado, 27 maart 1951 - aldaar, 7 maart 2021) was een Servische componist en keyboardspeler.

## Biografie
Ilić begon op twaalfjarige leeftijd met het componeren van muziek. In 1971 stichtte hij de band San, die al snel uitgroeide tot een succes in het toenmalige Joegoslavië. In de groep bespeelde hij het keyboard. In 1975 werd de groep opgedoekt. In 1982 componeerde hij Halo, halo, het nummer waarmee Aska Joegoslavië vertegenwoordigde op het Eurovisiesongfestival 1982.
In 1998 richtte Ilić de groep Balkanika op. Begin 2018 nam hij met Balkanika deel aan Beovizija, de Servische preselectie voor het Eurovisiesongfestival. Met Nova deca won hij de nationale finale, waardoor hij Servië mocht vertegenwoordigen op het Eurovisiesongfestival 2018 in de Portugese hoofdstad Lissabon. Ilić behaalde met de groep Balkanika de finale en eindigde daar op een 19e plaats.
Ilić was getrouwd met model en actrice Zlata Petković, tot aan haar dood in 2012. Samen kregen ze in 1984 een zoon, Andrej.
Op 7 maart 2021 werd bekendgemaakt dat de zanger overleden is aan de complicaties van COVID-19.
2007: Marija Šerifović · 
2008: Jelena Tomašević feat. Bora Dugić · 
2009: Marko Kon & Milaan · 
2010: Milan Stanković · 
2011: Nina Radojčić · 
2012: Željko Joksimović · 
2013: Moje 3 · 
2015: Bojana Stamenov · 
2016: Sanja Vučić · 
2017: Tijana Bogićević · 
2018: Sanja Ilić & Balkanika · 
2019: Nevena Božović · 
2021: Hurricane · 
2022: Konstrakta · 
2023: Luke Black · 
2024: Teya Dora · 
2025: Princ
- Gemeinsame Normdatei: 1020476931
- International Standard Name Identifier: 0000 0003 6804 3616
- MusicBrainz: a747d34a-1f29-46da-bcb1-4bc24ece1298
- Nationale Bibliotheek van Tsjechië: xx0160405
- Virtual International Authority File: 302806914